# Kanton Alfortville-Sud
Kanton Alfortville-Sud (fr. Canton d'Alfortville-Sud) je francouzský kanton v departementu Val-de-Marne v regionu Île-de-France. Tvoří ho pouze jižní část města Alfortville.